# 2019년 8월 17일 카불 폭탄 테러
2019년 8월 17일 카불 폭탄 테러에 관한 문서이다.
2019년 8월 17일, 아프가니스탄 카불의 한 결혼식장에서 결혼식 도중 자살폭탄테러가 발생했다. 이번 테러로 최소 92명이 사망하고 140명 이상이 부상당했다. 이라크 레반트 이슬람 국가는 이번 공격이 시아파를 표적으로 삼았다며 이번 폭격이 자신들의 소행이라고 주장했다. 공격이 일어났을 때 결혼식에는 1,000명 이상의 사람들이 모였다. 이번 공격은 아프가니스탄 독립 100주년을 하루 앞두고 발생해 정부는 다룰 아만 궁전에서 열릴 예정이었던 기념행사를 연기했다. 이는 2018년 1월 이후 카불에서 발생한 가장 치명적인 공격이었다.